# Vrána (film, 1994)
Vrána (The Crow) je americký film podle stejnojmenného komiksu uvedený v roce 1994, v režii Alexe Proyase. Scénář napsali autoři hororové a science fiction literatury David J. Schow a John Shirley.
Při natáčení kultovního hororového příběhu zahalil Alex Proyas moderní Detroit do temné gotické atmosféry, která působí stejně tísnivě jako vědomí, že v průběhu natáčení nešťastnou náhodou zahynul představitel hlavní role Brandon Lee.
Autorem komiksu Vrána, který se stal podkladem k filmu, je James O'Barr. V roce 2024 vznikl stejnojmenný remake režiséra Ruperta Sanderse, kde si roli Erica zahrál Bill Skarsgård.

## Děj
Podle staré legendy odnáší duše zemřelých do říše mrtvých vrána. Pokud se ovšem zesnulému přihodilo něco velmi zlého a jeho duše nemůže najít klid, může jej vrána přivést zpět na tento svět, aby dal věci do pořádku. Taková tragédie potká i kytaristu Erica Dravena a jeho snoubenku Shelly Webster. O takzvané Ďáblově noci jsou ve svém bytě přepadeni členy řádícího gangu a zavražděni. Přesně o rok později je Erikova duše vránou přivedena zpět na tento svět, Eric vstává z hrobu a pod ochranou vrány se jako téměř nesmrtelný začíná mstít svým vrahům za sebe i Shelly. Za mstitelem zůstává jedna oběť za druhou. Na konec dojde v jednom kostele k velkému finále mezi hlavou gangu a Ericem, kde je vrána poraněna, čímž přichází i Eric o svou nezranitelnost. Přesto se dokáže přemoci a zabít svého protivníka. Konečně může najít svůj věčný klid a vrací se zpět do říše mrtvých ke své snoubence.

## Produkce: smrt na place
Tento film získal zájem veřejnosti ještě před svým uvedením vlivem nešťastných událostí, které „prokletý“ film provázely. Při natáčení došlo k poranění několika lidí ze štábu (ruce probodnuté šroubovákem, popálení, …) a i ke smrtelnému zranění – ve finální scéně v kostele, kdy Eric zabije svého hlavního protivníka, byl nedopatřením (nábojnicí zanechanou ve zbrani, která ho zasáhla do břicha) postřelen a po převezení do nemocnice zemřel představitel Erica, Brandon Lee (syn Bruce Lee, který shodou okolností též za podivných okolností zahynul při natáčení – v jeho případě ve filmu Game of Death). Dlouho nebylo jasné, jestli film vůbec bude uveden (nehoda se stala v roce 1993 a film přišel do kin teprve o více než rok později). Matka zastřeleného herce, Linda Lee, žalovala producenta za zavinění jeho smrti, a vysoudila 3 miliony dolarů. Vedle vyšetřování nehody a právních sporů bylo nutné pro dokončení několika málo scén, které ještě nebyly natočeny, použít buď dubléra nebo digitální triky, což bylo na tehdejší dobu téměř revoluční a drahé – to více než zdvojnásobilo rozpočet ze 7 na 15 milionů dolarů. I přes smrt Leeho film sklidil dobrou kritiku i komerční úspěch a vydělal 144 milionů celosvětově.